# نیا لانگ
نیا لانگ (به انگلیسی: Nia Long) (زاده ۳۰ اکتبر ۱۹۷۰) بازیگر آمریکایی است.
از فیلم‌های معروف او می‌توان به بازی در فیلم های خانه مامان بزرگ، خانه مامان بزرگ ۲، بالاخره رسیدیم؟، کارمان تمام شده؟، دیدبان سوم، ساخت آمریکا، اخطار قبلی، ساخت آمریکا، در عمق زیاد و شما مردم اشاره کرد.